# Naphasonlat
A Naphasonlat Platón Állam című művében előforduló metafora, amely a gondolkodás folyamatát a vizuális érzékelés alapján írja le.
A Nap az olyan, mint az ég szeme. 
A Nap is a látáshoz kell, ahogy a szem is a látáshoz kell. 
A szem passzívan tud látni, a Nap viszont biztosítja a láthatóságot. Fényt bocsát ki magából. 
Látás mentén próbálja megérteni a létezőket. 
A látáshoz kell a szem, a tárgy és a fény, Nap. 
A fény forrása a nap. Az ideákat ésszel ismerjük meg. 
A Nap adja a láthatóságát a többi dolognak. 
Többek között éltető meleget ad, táplál, növel. 
Nem változik a nap, mert örök. Messze mindenek fölött áll. 
A jó ivadéka, evilági reprezentánsa a nap. (NAP=JÓ IDEA) 
Pl. Holddal, tűzzel való szemlélésnél homályosabb képet kapunk a világról és a tárgyról.
Ha ezekkel szemlélnénk a dolgokat, akkor egyrészt homályosan látnánk, mivel nem az idea világítja meg közvetlenül, hanem valami más. Nem lesz tiszta és nem lesz más csak doxa (vélemény). 
A Nap Platón hasonlataiban a legfőbb jót testesíti meg. A legfőbb jó, minden létező oka, forrása és mozgatója. A dolgokat csak akkor érzékelhetjük önmaguk valóságában, ha hagyjuk, hogy a Nap fénye ragyogja be őket. Minden más fényforrás szubjektív percepcióként értelmezhető és így nem mutatja meg a szemlélt létezőt saját önvalójában. Hiszen így nem más mint egy vélemény, egy leképződés a szemlélő tudatában és nem maga a létező.

## Előfordulása
- Platón: Állam. Hatodik könyv, 508c–510e